# Repräsentantenhaus (Neuseeland)
Das New Zealand House of Representatives (Neuseeländisches Repräsentantenhaus) ist die einzige Kammer der Legislative (gesetzgebende Gewalt) in Neuseeland. The House, wie die Kammer häufig auch genannt wird, ist Teil des New Zealand Parliament, das sich aus den gewählten Mitgliedern des New Zealand House of Representatives und dem durch den Generalgouverneur von Neuseeland vertretenen Staatsoberhaupt, dem König von Neuseeland, zusammensetzt.

## Geschichte
Nachdem Neuseeland 1840 mit dem Treaty of Waitangi (Vertrag von Waitangi) britische Kolonie geworden war, gab die britische Regierung 1852 dem Drängen der Kolonialisten nach einer eigenen Regierung nach und ließ nach britischem Vorbild mit dem New Zealand Constitution Act 1852 das Westminster-System, ein Zwei-Kammer-System, installieren. Das House of Representatives, in dem die gewählten Vertreter der Kolonie saßen, stellte das Unterhaus dar und der Legislative Council, in dem vom Gouverneur bestimmte Personen saßen, bildete das Oberhaus. Damit konnten keine vom House of Representatives beschlossenen Gesetze Rechtskraft erlangen, die nicht durch den Legislative Council genehmigt und vom Gouverneur unterzeichnet wurden. Des Weiteren regelte der Constitution Act die Einrichtung von sechs untergeordneten Provinzen mit eigner Legislative und die Einrichtung sogenannten Native Districts für Māori, die aber nie realisiert wurden.
Die erste Wahl zum House of Representatives fand im Jahr 1853 statt. Wahlberechtigt waren damals lediglich Männer, die über Grundbesitz verfügten oder Land gepachtet hatten. Nur wenige Māori konnten sich deshalb an der Wahl beteiligen, Frauen hingegen besaßen zu dieser Zeit noch kein Wahlrecht.
Die erste Sitzung des Parlamentes fand 1854 in Auckland statt, aber es dauerte noch bis 1856, bis der damalige Gouverneur Thomas Gore Browne bereit war, einen Teil seiner Macht an das House of Representatives und den Legislative Council abzugeben.
1865 wurde der Sitz des Parlamentes nach Wellington verlegt, 1887 durften alle Māori wählen und bekamen vier sichere Sitze im House of Representatives. 1879 wurde das Wahlrecht auf alle Männer ausgedehnt und 1893 erkämpften sich die Frauen in Neuseeland das Wahlrecht. Damit war Neuseeland das erste Land in der Welt, in dem Frauen wählen gehen durften.
Zu Beginn hatte das House of Representatives in Auckland 37 Sitze zu vergeben, ab 1860 waren es schon 53 und nach dem Umzug nach Wellington schwankte die Zahl der Sitze zwischen den Jahren 1866 und 1899 zwischen 70 und 95, bis 1902 die Größe des Hauses auf 80 Mitglieder festgesetzt wurde. Die Zahl der Sitze blieb bis 1967 konstant, obwohl sich die Bevölkerung im gleichen Zeitraum schon verdreifacht hatte. Von den 80 Sitzen waren 76 für Europäer vorgesehen und 4 sichere Sitze für Māori. In den folgenden Jahren wurde die Anzahl der Mitglieder des Hauses ständig nach oben hin angepasst, bis schließlich zur General Election 1996 die Zahl der Sitze des House of Representatives mit der Ausnahme auf 120 fixierte wurde, dass durch das 1994 eingeführte Mischwahlsystem Überhangmandate für eine temporäre Erhöhung der Abgeordnetenmandate sorgen kann und dadurch die Anzahl Sitze im Haus für eine Legislaturperiode auf über 120 steigen kann.
1951 wurde der Legislative Council aufgelöst. Damit erhielt das House of Representatives die volle Souveränität über das Gesetzgebungsverfahren des Landes.

## Heutige Situation
Das House of Representatives, das seinen Sitz in Wellington hat, besteht weiterhin im Minimum aus 120 Abgeordneten. Seit der Einführung des Mixed-Member Proportional Wahlsystems im Jahr 1993 können durch gewonnene Direktmandate, die nicht dem Stimmenverhältnis einer Partei entsprechen, Überhangmandate, also zusätzlich Sitze im House of Representatives entstehen. So geschehen erstmals bei der General Election 2005.
Die Sitzanordnung im House of Representatives ist der Form eines Hufeisens gleich. Der Speaker of the House, gleich einem Parlamentspräsidenten, sitzt am Kopfende etwas erhöht vor dem Debattentisch und leitet die jeweiligen Versammlungen und Debatten. Er repräsentiert das Haus und ist zugleich verantwortlich für das Parliament House und die Parliamentary Library. In den jeweiligen Versammlungen des Hauses sitzen sich Regierungsparteien und Opposition gegenüber.

## Wahlen
Ursprünglich wurde das Repräsentantenhaus nach einer reinen Mehrheitswahl gewählt. Nach einem bindenden Referendum im Jahr 1993 wurde das Wahlrecht Neuseelands auf das Mixed-Member-Proportional-Wahlsystem (MMP) umgestellt. Seitdem wird das House of Representatives in einer personalisierten Verhältniswahl gewählt. Die Wähler haben bei der Wahl zwei Stimmen: Mit der Erststimme wird eine Parteiliste, mit der Zweitstimme ein Wahlkreisabgeordneter gewählt.

## Wahlergebnisse seit 2008
| Wahlergebnisse | Wahlergebnisse            | Wahlergebnisse  | Wahlergebnisse | Wahlergebnisse  | Wahlergebnisse | Wahlergebnisse  | Wahlergebnisse | Wahlergebnisse  | Wahlergebnisse | Wahlergebnisse  | Wahlergebnisse | Wahlergebnisse  | Wahlergebnisse |
| Partei         | Partei                    | 2023            | 2023           | 2020            | 2020           | 2017            | 2017           | 2014            | 2014           | 2011            | 2011           | 2008            | 2008           |
| Partei         | Partei                    | Stimmen- anteil | Sitze          | Stimmen- anteil | Sitze          | Stimmen- anteil | Sitze          | Stimmen- anteil | Sitze          | Stimmen- anteil | Sitze          | Stimmen- anteil | Sitze          |
| -------------- | ------------------------- | --------------- | -------------- | --------------- | -------------- | --------------- | -------------- | --------------- | -------------- | --------------- | -------------- | --------------- | -------------- |
|                | National Party            | 38,1 %          | 48             | 25,6 %          | 33             | 44,4 %          | 56             | 47,0 %          | 60             | 47,3 %          | 59             | 44,93 %         | 58             |
|                | Labour Party              | 26,9 %          | 34             | 50 %            | 65             | 36,9 %          | 46             | 25,1 %          | 32             | 27,5 %          | 34             | 33,99 %         | 43             |
|                | Green Party               | 11,6 %          | 15             | 7,9 %           | 10             | 6,3 %           | 8              | 10,7 %          | 14             | 11,1 %          | 14             | 6,72 %          | 9              |
|                | ACT New Zealand           | 8,6 %           | 11             | 7,6 %           | 10             | 0,5 %           | 1              | 0,7 %           | 1              | 1,1 %           | 1              | 3,65 %          | 5              |
|                | New Zealand First         | 6,1 %           | 8              | 2,6 %           | –              | 7,2 %           | 9              | 8,6 %           | 11             | 6,6 %           | 8              | 4,07 %          | –              |
|                | Māori Party               | 3,1 %           | 6              | 1,2 %           | 2              | 1,2 %           | –              | 1,3 %           | 2              | 1,4 %           | 3              | 2,39 %          | 5              |
|                | Mana                      | –               | –              | –               | –              | 0,1 %           | –              | 1,3 %           | –              | 1,1 %           | 1              | 3,0 %           | –              |
|                | United Future New Zealand | –               | –              | –               | –              | 0,1 %           | –              | 0,2 %           | 1              | 0,6 %           | 1              | 0,87 %          | 1              |
|                | Sonstige                  | 5,6 %           | –              | 5,1 %           | –              | 3,3 %           | –              | 0,8 %           | –              |                 |                |                 |                |
| Sitze gesamt:  | Sitze gesamt:             |                 | 122            |                 | 120            |                 | 120            |                 | 121            |                 | 121            |                 | 122            |